# On Wings of Song (poema)
"On Wings of Song" (alemão: "Auf Flügeln des Gesanges") é um poema do poeta romântico alemão Heinrich Heine. Foi publicado em Buch der Lieder em 1827.

## Configurações musicais
Felix Mendelssohn definiu a música como a segunda de suas "seis canções para voz e piano" (Opus 34-2, 1834). Franz Liszt arranjou On Wings of Music para piano solo (S. 547). Sua música foi traduzida para outros idiomas e foi adotada em livros escolares de música para China, Japão e Coréia.
Outras configurações incluem a de Franz Lachner.

## Poema
| Alemão | Inglês |
| --- | --- |
| Auf Flügeln des Gesanges, Herzliebchen, trag' ich dich fort, Fort nach den Fluren des Ganges, Dort weiß ich den schönsten Ort. Dort liegt ein rotblühender Garten Im stillen Mondenschein; Die Lotosblumen erwarten Ihr trautes Schwesterlein. Die Veilchen kichern und kosen, Und schaun nach den Sternen empor; Heimlich erzählen die Rosen Sich duftende Märchen ins Ohr. Es hüpfen herbei und lauschen Die frommen, klugen Gazell'n; Und in der Ferne rauschen Des heiligen Stromes Well'n. Dort wollen wir niedersinken Unter dem Palmenbaum, Und Liebe und Ruhe trinken, Und träumen seligen Traum. | On Wings of Song, Sweetheart, I carry you away, Away to the fields of the Ganges, Where I know the most beautiful place. There is a garden of red flax In the quiet moonlight; The lotus flowers await their charming little sister. The violets giggle and caress, And gaze up at the stars; Secretly the roses tell each other Fragrant fairy-stories. The pious, wise gazelles; Hop near and listen And far away The sacred river's waves roar. There we will lie down Under the palm tree Peace and love and drink And dream our blissful dream. |